# Salsa (potrawa)

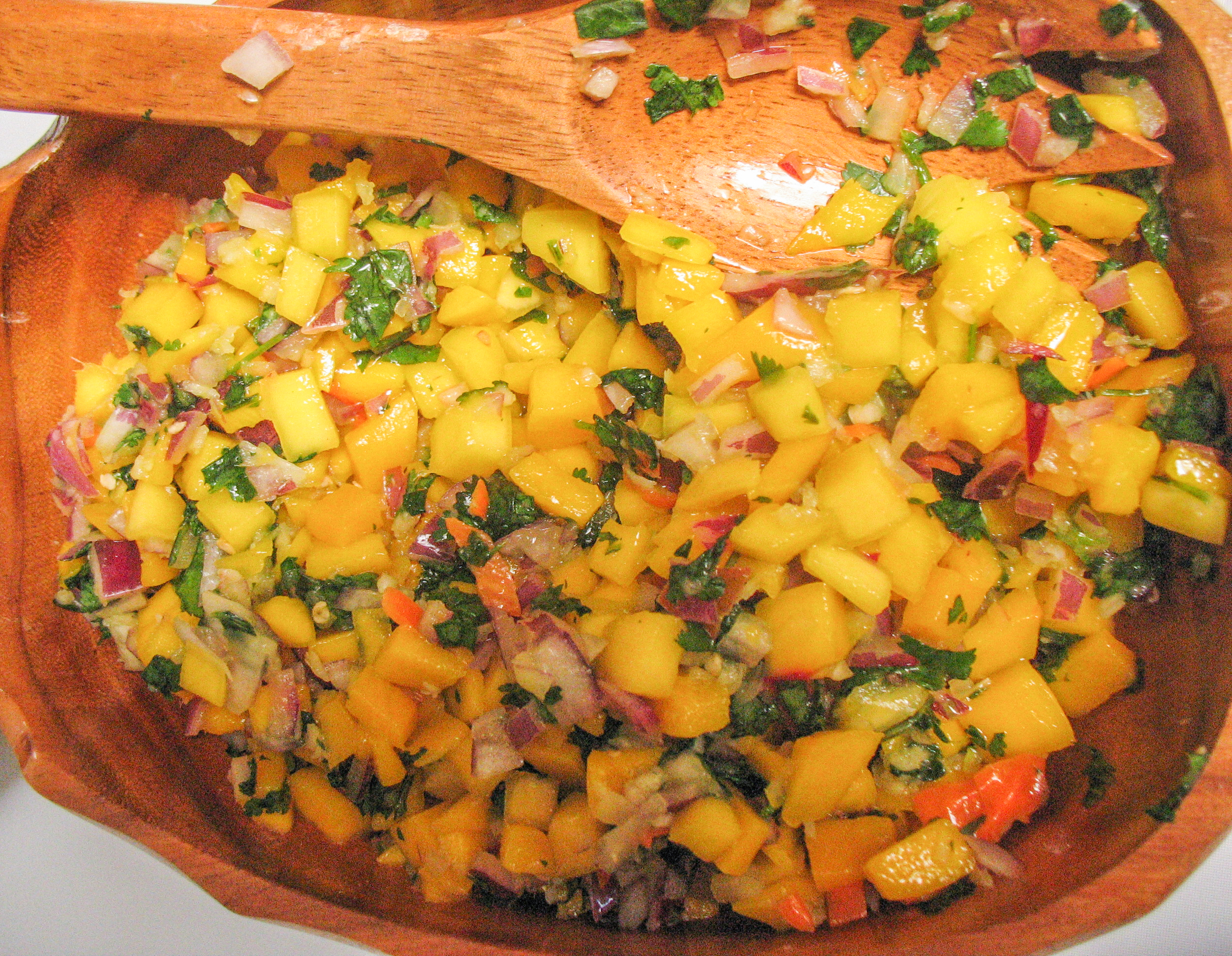
Salsa z mango

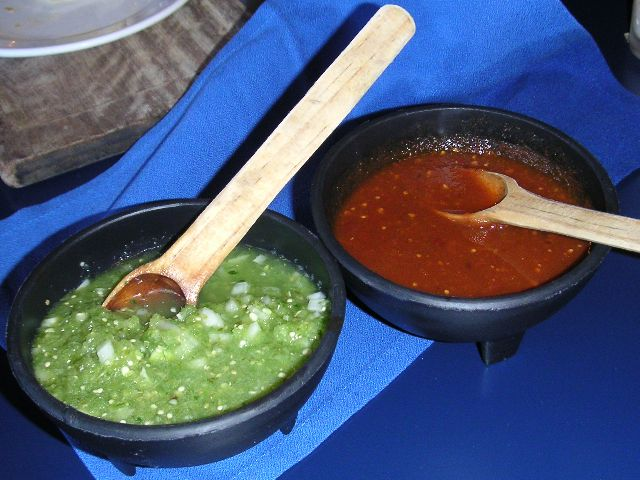
Czerwona i zielona salsa

Salsa – potrawa kuchni meksykańskiej. Rodzaj zimnego, często pikantnego sosu ze zmiksowanych lub drobno pociętych warzyw lub owoców z przyprawami.

## Etymologia
Słowo salsa używane w Meksyku na nazwę potrawy pochodzi od hiszpańskiego słowa salsa oznaczającego „sos”, które z kolei trafiło do hiszpańskiego od łacińskiego słowa salsa (pol. „słone”) od sal (pol. „sól”).

## Historia
Salsa była znana od dawna w kuchni polskiej. Definicję salsy w swoim słowniku łacińsko-polskim zamieścił już w roku 1564 polski leksykograf Jan Mączyński: „w czym co maczają, przysmak, szalsza”. Wspomina o tym Zygmunt Gloger w swojej Encyklopedii staropolskiej podając definicję salsy jako „kwaskowatej przyprawy do potraw, zwykle sos z octem pieprznym robiony” .

## Rodzaje
W zależności od składników wyróżniamy m.in. następujące rodzaje salsy:
- salsa roja („czerwona”) – z gotowanych pomidorów, papryki, cebuli, czosnku i kolendry;
- salsa cruda („surowa”) – z surowych pomidorów, cebuli, papryki i innych surowych warzyw;
- salsa verde („zielona”) – z owoców miechunki, zwanych w Meksyku „małymi pomidorami”, zwykle gotowanych;
- salsa brava („dzika”) – z sosem tabasco i majonezem, typowy dodatek do potrawy z ziemniaków patatas bravas;
- guacamole – na bazie awokado, soku z limonki i soli.